# Elecciones en Dinamarca

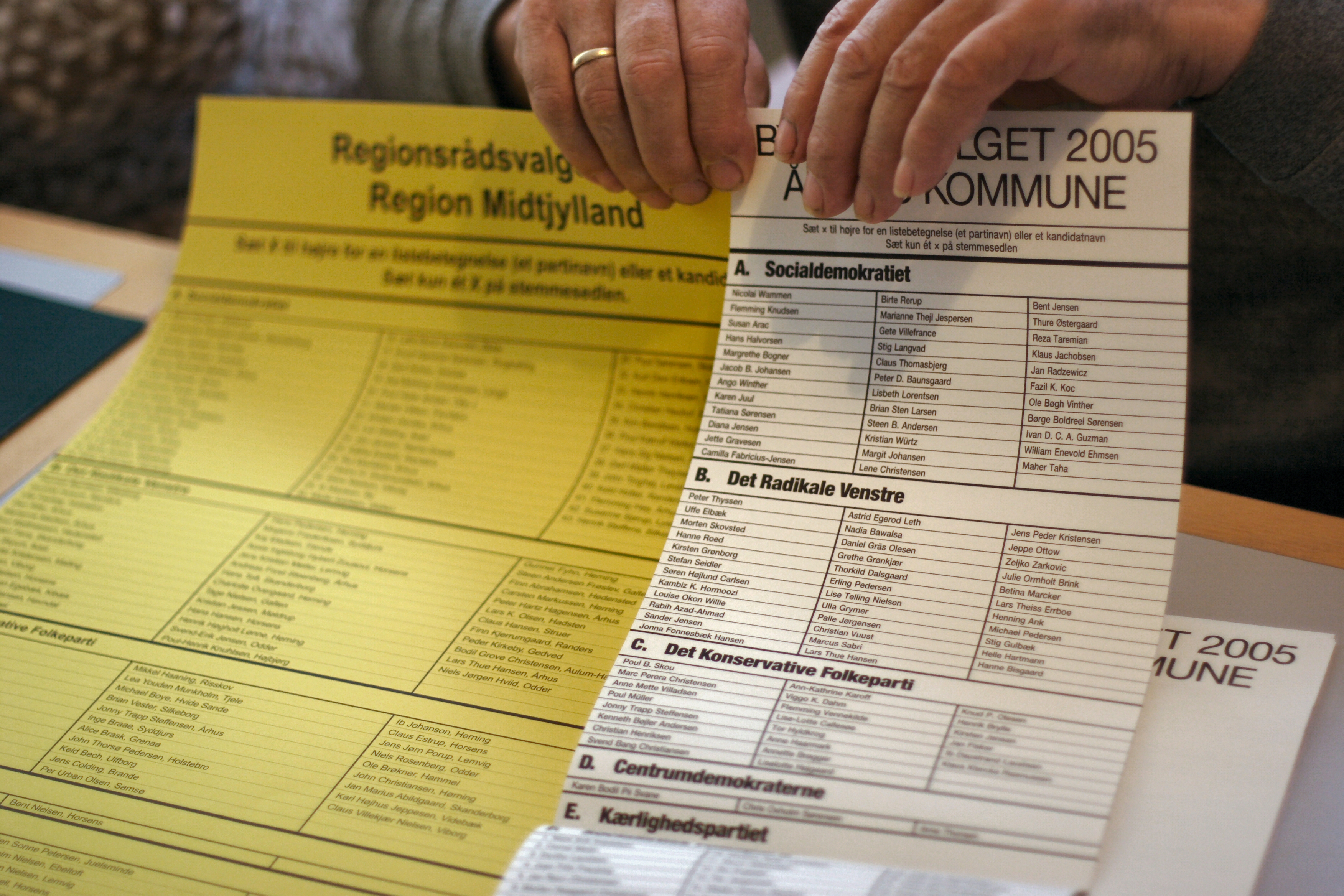
Papeletas de votación de las elecciones municipales y regionales de 2005 en Aarhus.

Hay tres tipos de elecciones en Dinamarca: elecciones al parlamento nacional (el Folketing), elecciones locales (a los consejos municipales y regionales) y elecciones al Parlamento Europeo. También se pueden convocar referéndums para consultar directamente a la ciudadanía danesa sobre una cuestión de interés nacional.
Las elecciones parlamentarias son convocadas por el rey a solicitud del primer ministro, generalmente entre tres a cuatro años después de la última elección, aunque es posible que ocurran elecciones anticipadas. Las elecciones a los consejos locales (municipales o regionales) y al Parlamento Europeo se celebran en fechas determinadas. Las elecciones utilizan el sistema de representación proporcional de listas de partidos. Solo los ciudadanos inscritos en el registro nacional tienen derecho a votar en las elecciones parlamentarias y los residentes de larga data pueden votar en las elecciones locales.

## Elecciones parlamentarias

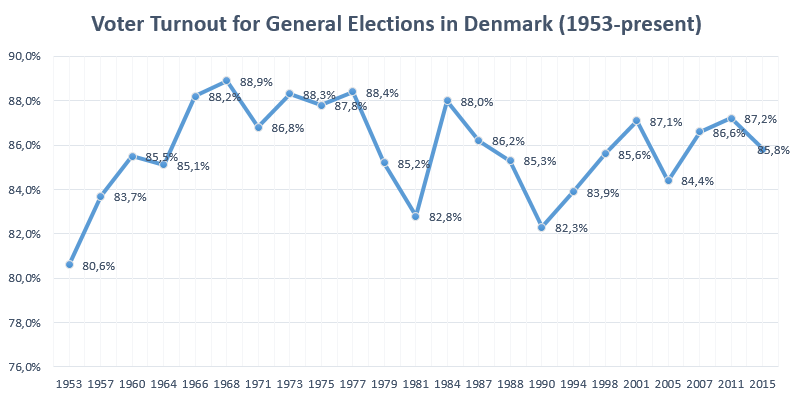
La participación electoral en las elecciones generales danesas entre 1953-presente

El Reino de Dinamarca (incluidas las Islas Feroe y Groenlandia) elige un parlamento unicameral a nivel nacional, llamado Folketing. De los 179 miembros del parlamento, las Islas Feroe y Groenlandia eligen a dos miembros cada uno, 135 son elegidos de diez distritos electorales de múltiples miembros en un sistema de representación proporcional de listas de partidos utilizando el método d'Hondt y los 40 escaños restantes se asignan para garantizar la proporcionalidad a nivel nacional. Para obtener una parte de los escaños suplementarios, un partido debe obtener al menos el 2% del total de votos.
Dinamarca tiene un sistema multipartidista, con numerosos partidos en los que ninguno de los partidos tiene a menudo la posibilidad de conseguir el poder por sí solo y los partidos deben trabajar conjuntamente para formar gobiernos de coalición y/o gabinetes en minoría .
Las elecciones al Folketing deben realizarse al menos cada cuatro años.

## Última elección general

### Elecciones generales de 2019
En general, la elección fue una victoria para el "bloque rojo" que fueron los partidos que apoyaron a Mette Frederiksen, líder de los socialdemócratas, como primera ministra. En total, los socialdemócratas, los social liberales, el Partido Popular Socialista y la Alianza Roji-Verde ganaron 91 escaños. El partido verde La Alternativa eligió entrar en la oposición como un "bloque verde".
Los socialdemócratas defendieron su posición como el partido más grande y ganaron un escaño adicional a pesar de que el número de votos se redujo ligeramente. Fueron seguidos de cerca por Venstre, que vio las mayores ganancias en escaños, obteniendo nueve más. En el "bloque azul", sólo Venstre y el Partido Popular Conservador lograron aumentos, este último duplicó sus escaños. El porcentaje de votos del Partido Popular Danés cayó en 12,4 puntos porcentuales (p.p.), más de la mitad de su apoyo. El líder Kristian Thulesen Dahl especuló que el mal resultado se debió a una extraordinaria buena elección en 2015 y que algunos votantes sintieron que podían " lograr [su] política en otro lugar". La Alianza Liberal vio sus votos caer en más de dos tercios y se convirtió en el partido más pequeño del Folketing, sólo 0,3 p.p. por encima del umbral electoral del 2%. Su líder Anders Samuelsen no fue reelegido y posteriormente renunció como líder, sucedido por Alex Vanopslagh.
De los nuevos partidos, sólo la Nueva Derecha ganó escaños, mientras, Línea Dura, los Demócratas Cristianos y Klaus Riskær Pedersen fallaron en cruzar el umbral nacional del 2%, aunque los Demócratas Cristianos estuvieron a 200 votos de ganar un escaño directo en la circunscripción de Jutlandia Oeste. En la noche de las elecciones, Klaus Riskær Pedersen anunció que disolvería su partido.
En las Islas Feroe, el partido República (que había terminado en primer lugar en las elecciones de 2015. cayó al cuarto lugar y perdió su escaño. El Partido de la Unión tomó el lugar del primer partido mientras que el Partido de la Igualdad terminó en segundo lugar nuevamente, conservando su escaño.
En Groenlandia, el resultado fue una repetición de las elecciones de 2015, en las que los inuit Ataqatigiit y los Siumut ganaron los dos escaños. Siumut recuperó la representación parlamentaria después de que su anterior parlamentario, Aleqa Hammond, fuera expulsado del partido en 2016. Hammond se unió más tarde a Nunatta Qitornai, que terminó en cuarto lugar y no consiguió un escaño.
| Voto popular en Dinamarca | Voto popular en Dinamarca | Voto popular en Dinamarca | Voto popular en Dinamarca | Voto popular en Dinamarca |
| ------------------------- | ------------------------- | ------------------------- | ------------------------- | ------------------------- |
| Partido                   | Partido                   |                           | Porcentaje                | Porcentaje                |
| A                         | A                         |                           | 25,9%                     | 25,9%                     |
| V                         | V                         |                           | 23,4%                     | 23,4%                     |
| O                         | O                         |                           | 8,7%                      | 8,7%                      |
| B                         | B                         |                           | 8,6%                      | 8,6%                      |
| F                         | F                         |                           | 7,7%                      | 7,7%                      |
| Ø                         | Ø                         |                           | 6,9%                      | 6,9%                      |
| C                         | C                         |                           | 6,6%                      | 6,6%                      |
| Å                         | Å                         |                           | 3,0%                      | 3,0%                      |
| D                         | D                         |                           | 2,4%                      | 2,4%                      |
| I                         | I                         |                           | 2,3%                      | 2,3%                      |
| P                         | P                         |                           | 1,8%                      | 1,8%                      |
| K                         | K                         |                           | 1,7%                      | 1,7%                      |
| E                         | E                         |                           | 0,8%                      | 0,8%                      |
| Otros                     | Otros                     |                           | 0,1%                      | 0,1%                      |

| Partido                                                      | Partido                            | Votos     | %         | Escaños   | +/–       |           |
| Dinamarca                                                    | Dinamarca                          | Dinamarca | Dinamarca | Dinamarca | Dinamarca | Dinamarca |
| ------------------------------------------------------------ | ---------------------------------- | --------- | --------- | --------- | --------- | --------- |
|                                                              | Socialdemócratas (A)               | 914.882   | 25,9      | 48        | +1        |           |
|                                                              | Venstre (V)                        | 826.161   | 23,4      | 43        | +9        |           |
|                                                              | Partido Popular Danés (O)          | 308.513   | 8,7       | 16        | –21       |           |
|                                                              | Partido Social Liberal (B)         | 304.714   | 8,6       | 16        | +8        |           |
|                                                              | Partido Popular Socialista (F)     | 272.304   | 7,7       | 14        | +7        |           |
|                                                              | Alianza Roji-Verde (Ø)             | 245.100   | 6,9       | 13        | –1        |           |
|                                                              | Partido Popular Conservador (C)    | 233.865   | 6,6       | 12        | +6        |           |
|                                                              | La Alternativa (Å)                 | 104.278   | 3,0       | 5         | –4        |           |
|                                                              | La Nueva Derecha (D)               | 83.201    | 2,4       | 4         | Nuevo     |           |
|                                                              | Alianza Liberal (I)                | 82.270    | 2,3       | 4         | –9        |           |
|                                                              | Línea Dura (P)                     | 63.114    | 1,8       | 0         | Nuevo     |           |
|                                                              | Demócratas Cristianos (K)          | 60.944    | 1,7       | 0         | 0         |           |
|                                                              | Klaus Riskær Pedersen (E)          | 29.600    | 0,8       | 0         | Nuevo     |           |
|                                                              | Independientes                     | 2.774     | 0,1       | 0         | 0         |           |
| Votos inválidos/en blanco                                    | Votos inválidos/en blanco          | 37.801    | –         | –         | –         |           |
| Total                                                        | Total                              | 3.569.521 | 100       | 175       | 0         |           |
| Votantes registrados/participación                           | Votantes registrados/participación | 4.219.537 | 84,6      | –         | –         |           |
| Islas Feroe                                                  |                                    |           |           |           |           |           |
|                                                              | Partido Unionista                  | 7.349     | 28,3      | 1         | +1        |           |
|                                                              | Partido de la Igualdad             | 6.630     | 25,5      | 1         | 0         |           |
|                                                              | Partido Popular                    | 6.181     | 23,8      | 0         | 0         |           |
|                                                              | República                          | 4.830     | 18,6      | 0         | –1        |           |
|                                                              | Progreso                           | 639       | 2,5       | 0         | 0         |           |
|                                                              | Partido del Autogobierno           | 333       | 1,3       | 0         | 0         |           |
| Votos inválidos/en blanco                                    | Votos inválidos/en blanco          | 244       | –         | –         | –         |           |
| Total                                                        | Total                              | 26.206    | 100       | 2         | 0         |           |
| Votantes registrados/participación                           | Votantes registrados/participación | 37.264    | 70,3      | –         | –         |           |
| Groenlandia                                                  |                                    |           |           |           |           |           |
|                                                              | Inuit Ataqatigiit                  | 6.881     | 33,4      | 1         | 0         |           |
|                                                              | Siumut                             | 6.058     | 29,4      | 1         | 0         |           |
|                                                              | Demócratas                         | 2.262     | 11,0      | 0         | 0         |           |
|                                                              | Nunatta Qitornai                   | 1.616     | 7,8       | 0         | Nuevo     |           |
|                                                              | Partii Naleraq                     | 1.565     | 7,6       | 0         | 0         |           |
|                                                              | Atassut                            | 1.099     | 5,3       | 0         | 0         |           |
|                                                              | Partido de la Cooperación          | 520       | 2,5       | 0         | Nuevo     |           |
| Votos inválidos/en blanco                                    | Votos inválidos/en blanco          | 614       | –         | –         | –         |           |
| Total                                                        | Total                              | 20.615    | 100       | 2         | 0         |           |
| Votantes registrados/participación                           | Votantes registrados/participación | 41.344    | 49,9      | –         | –         |           |
| Fuente: Estadísticas Dinamarca, Kringvarp Føroya, Qinersineq |                                    |           |           |           |           |           |

## Elecciones locales
Las últimas elecciones para los noventa y ocho concejos municipales y los cinco consejos regionales se celebraron el 21 de noviembre de 2019.

## Elecciones europeas
La circunscripción de Dinamarca elige directamente a trece miembros del Parlamento Europeo cada cinco años. Se utiliza el método d'Hondt de representación proporcional. Las últimas elecciones se celebraron en mayo de 2019:

## Referéndums
La Constitución de Dinamarca exige que se celebre un referéndum en los tres casos siguientes:
- si un tercio de los miembros del Parlamento solicita un referéndum sobre una ley aprobada en los 30 días anteriores (excluidos algunos) (artículo 42 de la Constitución),[13] o
- una ley que transfiera soberanía a una organización internacional que no ha recibido una mayoría de cinco sextos de los diputados (artículo 20 de la Constitución), o
- en caso de cambio de edad electoral (artículo 29 de la Constitución).

La opción de que un tercio de los miembros del Parlamento someta una ley a referéndum tiene una serie de restricciones. Leyes de finanzas, leyes de apropiación suplementaria, leyes de apropiación provisional, leyes de préstamos del gobierno, leyes de funcionarios públicos (Enmienda), leyes de salarios y pensiones, leyes de naturalización, leyes de expropiación, leyes de tributación (directas e indirectas), así como las leyes que se presenten a tal efecto. La labor del Parlamento de cumplir con las obligaciones existentes del tratado no se decidirá por referéndum. (Sección 42, subsección 6 de la Constitución).
Aunque la Constitución de Dinamarca exige que se celebre un referéndum solo si no se puede obtener una supermayoría de cinco sextos de los miembros del Parlamento, en la práctica, se han celebrado referendos cada vez que se han aprobado nuevos tratados de la Unión Europea, incluso cuando se ha logrado reunir más de cinco sextos. Recientemente, el gobierno danés fue muy criticado por no celebrar un referéndum sobre el controvertido tratado de Lisboa.
En los tres casos, para derrotar la propuesta, los votos negativos no solo deben superar en número a los votos positivos, sino que también deben sumar al menos el 30% del electorado.
La Constitución de Dinamarca solo puede modificarse después de un referéndum, después de un procedimiento complicado (artículo 88 de la Constitución). Primero, un gobierno propone un cambio en la constitución, luego se realizan elecciones parlamentarias. Una vez que el nuevo parlamento aprueba el mismo texto de los cambios constitucionales, la propuesta se somete a referéndum. Para aprobar, los votos a favor no solo deben superar en número a los votos en contra, sino también deben sumar al menos el 40% del electorado.
Hasta 2013, se habían celebrado 16 referéndums en Dinamarca, el más reciente fue el referéndum sobre el euro en 2000 y el referéndum sobre el Acta de Sucesión en 2009.